# Saint-Domineuc
Saint-Domineuc je francouzská obec v departementu Ille-et-Vilaine v regionu Bretaň. V roce 2011 zde žilo 2 319 obyvatel.

## Vývoj počtu obyvatel
Počet obyvatel 